# Мусаелян, Лева Асканазович
Ле́ва Аскана́зович Мусаеля́н (род. 21 июля 1946, г. Красносельск Армянской ССР) — российский философ-марксист, доктор философских наук, профессор и заведующий кафедрой философии Пермского университета.
Лидер научного направления «Исторический процесс и человеческая сущность» в ПГНИУ, сооснователь дискуссионного клуба «Мусаелян против» (совместно с И. С. Утробиным).

## Биография
Окончил среднюю общеобразовательную школу № 1 Красносельска (1963), философский факультет Уральского государственного университета (1971) и аспирантуру Пермского государственного университета (1978). Работал в должности ассистента в Пермском фармацевтическом институте, с 1979 года — доцент кафедры философии.
В 1980 году защитил диссертацию «Аккумуляция содержания как закономерность развития материи», присуждена учёная степень кандидата философских наук.
В 1995 году присвоено звание доцента в Пермском университете; в 2006 году присуждена степень доктора философских наук (диссертация «Теория исторического процесса: становление и сущность») и учёное звание профессора.
Член Российского философского общества. Входит в состав диссертационного совета Д 212.189.03 по специальностям «Онтология и теория познания», «Социальная философия» при ПГНИУ. Награждён Почётной грамотой Министерства образования и науки РФ (2008).

## Основные работы
Автор и соавтор более 200 научных и научно-методических публикаций, в том числе 3 монографий.
Книги
- Научная теория исторического процесса: становление и сущность. Пермь, 2005 (3-е изд. 2015);
- Актуальные проблемы социальной философии. Пермь, 2010 (2-е изд. 2014);
- Исторический процесс и глобализация. Пермь, 2016.

Статьи
- Аккумулятивность развития материи как объективная основа систематизации категорий диалектики // Диалектический материализм как система: межвуз. сб. науч. трудов. Пермь, 1980;
- Об одной актуальной задаче марксистско-ленинской философии // Стратегия ускорения и философская наука: межвуз. сб. науч. трудов. Пермь, 1990;
- *Некоторые актуальные проблемы современного материализма // Новые идеи в философии. Вып. 3. Пермь, 1995;
- О предмете философии истории // Новые идеи в философии. Вып. 5. Пермь, 1997;
- Идея исторической ретроспективы в философии // Новые идеи в философии. Вып. 98. Пермь, 1999;
- К вопросу о научности философии // Новые идеи в философии. Вып. 9. Пермь, 2000;
- О концепции философии истории Ибн Халдуна // Философия и общество. 2000;
- Становление концепции исторического процесса и проблема отчуждения родовой сущности человека // Новые идеи в философии. Вып. 11. Пермь, 2002;
- Россия в XXI веке: постиндустриальная цивилизация или эпоха средневековья? // Философия и общество. 2002. № 4;
- Марксово учение об историческом процессе и теория постиндустриального общества // Философия и общество. 2005. № 2;
- Философия истории Н. А. Бердяева // Из истории отечественной философской мысли / под ред. В. Н. Железняка. Пермь, 2005;
- Концепция исторического процесса К. Маркса: человеческий контекст // Философия и общество. 2007. № 3;
- Юридическая правда: содержание и сущность концепта // Вестник Пермского университета. 2010. Сер. Юридические науки. Вып. 4 (10);
- Истина, правда, справедливость: правовой контекст // Вестник Пермского университета. 2009. Сер. Философия. Вып. 5 (31);
- Высшее образование в России и Болонский процесс // Вестник Пермского университета. 2009. Сер. Университетское образование. Вып. 6 (32);
- Мировой исторический процесс и Россия // Новые идеи в философии. Вып. 18. 2009;
- Национальный вопрос в России: опыт прошлого и некоторые аспекты его современного политико-правового решения // Вестник Пермского университета. 2010. Сер. Юридические науки. Вып. 4 (10);
- К вопросу об особой правовой ментальности русского народа // Вестник Пермского университета. 2011. Сер. Юридические науки. Вып. 2 (12);
- Юридическая правда: содержание и сущность концепта // Философия и общество. 2011. № 2;
- О законах истории, цветных революциях и возможности белой революции в России // Вестник Пермского университета. 2012. Сер. Философия, социология, психология. Вып. 3 (11);
- О цветных революциях, глобальном кризисе демократии и политической системе современной России // Вестник Пермского университета. 2012. Сер. Юридические науки. Вып. 3 (17);
- Исторический процесс и глобализация // Вестник Пермского университета. 2013. Сер. Философия, социология, психология. Вып. 4 (16);
- К проблеме введения в уголовное производство института установления объективной истины по делу // Вестник Пермского университета. 2014. Сер. Юридические науки. Вып. 2 (24);
- Кризис международного права: цивилизационный и геополитический факторы // Вестник Пермского университета. 2014. Сер. Юридические науки. Вып. 4 (26);
- Риски распада и факторы консолидации России // Проблемы укрепления единства российской нации: сб. науч. трудов. Ч. 1. Пермь, 2014;
- Девальвация международного права: феноменология и доктринальные факторы возникновения правового нигилизма и двойных стандартов в международных отношениях // Вестник Пермского университета. 2014. Сер. Философия, социология, психология;
- Исторический процесс и глобализация (глобализация: сущность, содержание, форма и антропологические основания) // Вестник Пермского университета. 2014. Сер. Философия, социология, психология;
- Девальвация международного права: цивилизационные, формационные и геополитические факторы кризиса международного права // Вестник Пермского университета. 2015. Сер. Философия, социология, психология. Вып. 1 (21);
- Об одной коллизии в международном праве и возможном способе её разрешения // Вестник Пермского университета. 2015. Сер. Юридические науки. Вып. 2 (28);
- Об онтологических основаниях права: философский анализ проблемы // Вестник Пермского университета. 2016. Сер. Философия, социология, психология. Вып. 1 (25);
- О мировоззренческом плюрализме, конкурирующих концепциях права и возможности разработки единой интегративной теории правопонимания: философский анализ проблемы // Российский журнал правовых исследований. 2016. Вып. 2 (7);
- Маркс и современность // Новые идеи в философии. 2018. Ч. 5 (26);
- Реформы 90-х и их экономические и политико-правовые последствия // Вестник Пермского университета. Исторические науки. 2018. Вып. 39;
- Теоретическое наследие Маркса и современность. Статья первая: Теоретическое наследие Маркса и некоторые актуальные проблемы современного обществознания // Вестник Пермского университета. Философия. Психология. Социология. 2019.